# Národní park Hiidenportti
Národní park Hiidenportti (finsky Hiidenportin kansallispuisto) se nachází ve východním Finsku. Má rozlohu 45 km² a je součástí obce Sotkamo v provincii Kainuu. Národní park byl vyhlášen v roce 1982 a spravuje ho organizace Metsähallitus. Byl pojmenován podle soutěsky Hiidenportti („Hiisiho brána“), jejíž stěny dosahují až dvacetimetrové výšky. Parkem protéká řeka Porttijoki, největším jezerem je Iso-Oravijärvi. 
Území parku pokrývají lesy a rašeliniště, z nichž největší se nazývá Kortesuo. Oblast byla osídlena již v pravěku, místní obyvatelé se věnovali těžbě dřeva a pálení dehtu, až do roku 1949 zde fungoval statek Kovasinvaara, kde se lidé z okolí scházeli k tradičním tancům. Kácení stromů bylo ukončeno počátkem dvacátého století a došlo k obnově původních porostů. V lesích roste borovice, smrk, vrba jíva, bříza pýřitá, rojovník bahenní, lýkoveček drobnokališný a prstnatec pleťový. Žijí zde velké druhy savců, jako je medvěd hnědý, vlk obecný, rosomák sibiřský, rys ostrovid, sob polární a bobr kanadský. V logu národního parku je vyobrazen puštík vousatý, k místnímu ptactvu patří také jeřáb popelavý, husa polní, orlovec říční, tetřev hlušec, sojka zlověstná, skorec vodní, konipas luční, modruška tajgová a pěnkava jikavec. V národním parku se také vyskytují četní motýli, např. osenice smrková, martináči a stužkonosky.
Parkem vede asi 30 kilometrů značených turistických tras. Návštěvnické centrum se nachází v Palolampi.